# Clifton Webb
Clifton Webb (Webb Parmelee Hollenbeck) (Indianapolis, Indiana, 1889. november 19. – Los Angeles, Kalifornia, 1966. október 13.) Golden Globe-díjas amerikai színész.

## Élete és pályafutása

### Gyerekszínész, táncos és énekes
1889-ben született Indianapolisban, egyedüli gyermek volt. Édesapja, Jacob Hollenbeck, egy vonattársaságnál dolgozott, édesanyja, Mabelle Parmelee (egyes helyeken Parmalee), helyi színházakban lépett fel. Mabelle szerette volna, ha fia is színészi pályára lép, azonban ez az elképzelés nem egyezett meg a férjéével. Mabelle New Yorkba költözött a kicsi Webb-bel, ahol a kisfiú táncórákat és színleckéket vett. Mabelle miután elvált első férjétől, hozzáment 1897-ben Green Berry Raum, Jr.-hoz.
Webbet gyakran piszkálták osztálytársai arisztokratikusnak ható orra és modora miatt. Mikor hétéves lett, felkeltette egy gyermekszínház rendezőjének, Malcolm Douglasnak az érdeklődését, Webbnek pedig 1900 környékén szerződése volt a Carnegie Hallben. A színészkedést azonban meg kellett szakítania egy rövid időre a család forduló szerencséjével, így egy brókernek asszisztenskedett a Wall Streeten, amíg helyzetük nem javult. Webb továbbképzésben részesült a Chase Művészeti Iskolában, és táncosként folytatta, majd operában is énekelt Bostonban, 1911-ben. 1913-ban debütált a Broadwayen a Purple Road című operettben. Az első világháború alatt rendszeresen foglalkoztatták vaudeville-i művészek turnékon, 1917-ben szerepelt először képernyőn John és Ethel Barrymore főszereplésével a National Redd Cross Pageantben szintén táncos szerepben. Következő fontosabb filmes szerepét 1925-ben kapta meg Richard Barthelmess és Mary Hay mellett a New Toys című filmben. Ugyanebben az évben szerepelt utoljára a Heart of A Siren filmes produkcióban, és egy rövidfilm kivételével közel húsz évig nem forgatott. Oka ennek egy hetekig tartó semmittevésért járó fizetés volt, ami valójában forgatás kellett volna, hogy legyen, azonban a filmprojekt meghiúsult a forgatókönyv "szépséghibái" miatt.

### A Broadway sztárja
A nagy gazdasági világválság időszakában Webb kizárólag a Broadway színpadán játszott. Sok művésznevet használt, végül a harmincas évektől Clifton Webb név alatt futott. Olyan kiváló színészekkel dolgozhatott együtt, mint Fred MacMurray, Lupe Velez, Fred Allen és az ifjú Humphrey Bogart. Webb sikereit is mutatta, hogy musicaljeit és színdarabjait sorra hosszabbították és ismétlésre tűzték, mint a Three's Crowd és az As Thousand Cheer. 1939-ben beválogatták Oscar Wilde The Importance of Being Earnest című darabjának ismétlésére. 1941-től Noël Coward Blithe Spirit színművének állandó szereplője lett, és olyan nagy sikere volt, hogy hatszáz előadást megért. A második világháború alatt Webb a katonákat szórakoztatta nekik szánt előadásokkal.
1943-ban a 20th Century Fox megszerezte Vera Caspary Laura (Valakit megöltek) című krimijének filmezési jogait. A főkarakter, Waldo Lydecker, egy közismert és népszerű személyiségről volt mintázva, Alexander Woollcottról. Woollcottnak voltak már tapasztalatai a filmezés terén, azonban a rendező, Preminger Ottó úgy döntött, meghallgatásra hívja Webbet. Premingert sikerült meggyőznie, azonban a vezető producerek kétségbe vonták Webb arisztokratikus, flegma jellegét, aminek néhol homoszexuális beütése is volt. Preminger kitartott Webb mellett, és a Valakit megöltek című filmet főszerepben Gene Tierney-vel és Dana Andrewsszal öt Oscar-díjra jelölték: egy jelölést Webb legjobb mellékszereplői alakítása kapott.

### Belvedere szitterkedik és tündököl
Webb játékát újból Oscarra jelölték A borotva éle című filmben főszerepben Tierney-vel. Habár az Oscart nem tarthatta a kezei között, a Golden Globe-díjat elnyerte. A 20th Century Fox ekkortájt fontolgatta Gwen Davenport Belvedere című regényének megfilmesítését. Ismerve Clifton Webb stílusát és tehetségét, ráosztották a beköltöző Lynn Belvedere szerepét, aki tanácsaival és attitűdjével gyermeknevelésbe csap át, a szülők néhai megrökönyödésére (Robert Young és Maureen O’Hara) és a szomszédok boldog csámcsogására. A mérleg mégis mindig Belvedere javára billen. A Sitting Prettynek annak ellenére, hogy Young és O’Hara nevével díszelgett és magasabban fizetett szerepet takart, Clifton Webb közreműködése hozta meg a sikerét annyira, hogy további két folytatást kapott 1949-ben Mr Belvedere Goes To College és 1951-ben Mr Belvedere Rings The Bell címmel, és megkapta utolsó Oscar-jelölését. Következő szerepe egy viktoriánus korabeli családfő volt az 1950-es Nagyban olcsóbb filmadaptációban, ami Frank és Ernestine Gilbreth önéletrajzi regénye alapján készült. Ugyanezen évben játszott Myrna Loyjal a For Heaven's Sake című filmben, ahol egy angyal képében jelent meg, hogy egy születendő gyermek segítségére siessen. 1951-ben egy zsarnoki apa szerepét öltötte magára az Elopement című filmben, lányát Anne Francis alakította, aki később 1956-ban a Tiltott bolygóval vált híressé. 1952-ben Webb John Philip Sousa amerikai zeneszerzőt játszotta az életéről készült Stars and Stripes című filmben, amiért Golden Globe-ra jelölték.
1953-ban a Titanic katasztrófájáról készült filmben gyerekek és nők életét mentette, míg saját házasságával küzdött (Barbara Stanwyckkel a szerepben), végül fiával együtt elsüllyedt a hajóban. Kevésbé komorabb filmszereppel jelent meg a Mr. Scoutmaster című filmben, ahol a főszereplő saját magát próbálta népszerűsíteni, mint házigazda és műsorvezető. Következő filmjéhez Olaszországba kellett utaznia, hogy megtalálja a szerelmet régóta alkalmazott titkárnőjében (Dorothy McGuire) a Három pénzdarab a szökőkútban.

### Kései évek
Az ötvenes évek végén játszott még Jane Wymannel (Holiday for Lovers) és Sophia Lorennel (Fiú a delfinen), 1960-ban csillagot kapott a Hírességek sétányán, mikor édesanyja váratlanul elhunyt. Webb sosem dolgozta fel a halálát és az 1962-es Satan Never Sleeps volt az utolsó filmszerepe. Családot nem alapított és sosem házasodott meg, egész életét az anyja társaságában töltötte. Akkortájt ez nagyon szokatlan volt a társadalomban elvártaktól, ezért pletykák röppentek szárnyra, hogy Webb homoszexuális, férfiakkal flörtöl és viszonya van James Deannel. Valószínűleg az anyjához való abnormális közelségét próbálták meg valahogy megmagyarázni. Webbet 1966-ban szívinfarktus vitte el, édesanyja mellé temették el.

## Filmográfia

### Színpadi szereplések
(forrás)
- The Purple Road (1913)
- Dancing Around (1914–15)
- Ned Wayburn's Town Topics (1915)
- See America First (1916)
- Love o' Mike (1917)
- Listen Lester (1918–1919)
- As You Were (1920)
- Jack and Jill (1923)
- Meet the Wife (1923–24)
- Parasites (1924–25)
- Sunny (1925–26)
- She's My Baby (1928)
- Treasure Girl (1928–29)
- The Little Show (1929–30)
- Three's Crowd (1930–31)
- Flying Colors (1932–33)
- As Thousands Cheer (1933–34)
- And Stars Remain (1936)
- You Never Know (1938)
- The Importance of Being Earnest (1939)
- Blithe Spirit (1941–43)
- Present Laughters (1946–47)

### Filmek
| Év   | Cím                            | Szerep                                     |
| ---- | ------------------------------ | ------------------------------------------ |
| 1917 | National Red Cross Pageant     | táncos (Epizód: Francia)                   |
| 1920 | Polly with a Past              | Harry Richardson (nincs a stáblistán)      |
| 1924 | Let Not Man Put Asunder        | Bertie (nincs a stáblistán)                |
| 1925 | New Toys                       | Tom Lawrence                               |
| 1925 | The Heart of a Siren           | Maxim                                      |
| 1930 | The Still Alarm                | (rövidfilm)                                |
| 1944 | Valakit megöltek               | Waldo Lydecker                             |
| 1946 | The Dark Corner                | Hardy Cathcart                             |
| 1946 | A borotva éle                  | Elliott Templeton                          |
| 1948 | Sitting Pretty                 | Lynn Belvedere                             |
| 1949 | Mr. Belvedere Goes to College  | Lynn Belvedere                             |
| 1950 | Nagyban olcsóbb                | Frank Bunker Gilbreth                      |
| 1950 | For Heaven's Sake              | Charles Slim Charles                       |
| 1951 | Mr. Belvedere Rings The Bell   | Lynn Belvedere                             |
| 1951 | Elopement                      | Howard Osborne                             |
| 1952 | Belles on Their Toes           | Frank Bunker Gilbreth (nincs a stáblistán) |
| 1952 | Dreamboat                      | Thornton Sayre Dreamboat Bruce Blair       |
| 1952 | Stars and Stripes Forever      | John Philip Sousa                          |
| 1953 | Titanic                        | Richard Ward Sturges                       |
| 1953 | Mister Scoutmaster             | Robert Jordan                              |
| 1954 | Három pénzdarab a szökőkútban  | John Frederick Shadwell                    |
| 1954 | Woman's World                  | Ernest Gifford                             |
| 1956 | A sosemvolt ember              | Ewen Montagu                               |
| 1957 | Fiú a delfinen                 | Victor Parmalee                            |
| 1959 | The Remarkable Mr. Pennypacker | Mr. Horace Pennypacker                     |
| 1959 | Holiday for Lovers             | Robert Dean                                |
| 1962 | Satan Never Sleeps             | Bovard atya                                |

## Díjak és jelölések
| Év   | Cím                       | Díj                                                                       | Eredmény |
| ---- | ------------------------- | ------------------------------------------------------------------------- | -------- |
| 1945 | Valakit megöltek          | Oscar-díj a legjobb férfi mellékszereplőnek                               | Jelölve  |
| 1947 | A borotva éle             | Golden Globe-díj a legjobb férfi mellékszereplőnek                        | Elnyerte |
| 1947 | A borotva éle             | Oscar-díj a legjobb férfi mellékszereplőnek                               | Jelölve  |
| 1949 | Sitting Pretty            | Oscar-díj a legjobb férfi főszereplőnek                                   | Jelölve  |
| 1953 | Stars and Stripes Forever | Golden Globe-díj a legjobb férfi főszereplőnek – zenés film vagy vígjáték | Jelölve  |
| 1960 |                           | csillag a Hírességek sétányán                                             | Elnyerte |